# Aleksandrówka (powiat suwalski)
Aleksandrówka – wieś w Polsce położona w województwie podlaskim, w powiecie suwalskim, w gminie Szypliszki.
Wieś założona w okresie caratu. Jej nazwa oraz nazwy wsi sąsiadujących (Mikołajówka, Romaniuki) zostały nadane na cześć kolejnych carów - odpowiednio Aleksandra i Mikołaja oraz na cześć rodu (dynastia Romanowów). W latach 1975–1998 miejscowość administracyjnie należała do województwa suwalskiego.